# Sic (Cluj)
Sic, en hongrois Szék est une commune de Transylvanie, en Roumanie, dans le județ de Cluj. Elle n'est composée que d'un seul village, Sic, jumelé avec Ellezelles en Belgique.

## Localisation
Sic se trouve à l'est du județ de Cluj, à 41 kilomètres au nord-est de Cluj-Napoca (Kolozsvár, Klausenburg), le chef-lieu. La plus grande localité à proximité est la municipalité de Gherla (Szamosújvár) qui se situe à 17 kilomètres au nord de la commune. Sic est relativement isolé par rapport aux autres communes, seule la route 109D permettant de rallier au sud l'axe 1C plus importantet la ville de Gherla au nord la dessert.
La commune est située dans une vallée du plateau de Transylvanie (Mezőség en hongrois, Câmpia Transilvaniei en roumain) au centre de la Transylvanie. Elle est entourée de collines aux pans infertiles dont les éboulements ont souvent menacé le village par le passé. À la périphérie de la commune se trouvent deux lacs, Harcsató et Újtó.

## Communes limitrophes
| Gherla  |            | Fizeșu Gherlii |
|         | Sic / Szék | Țaga           |
| Bonțida |            | Palatca        |

## Toponymie
Le nom roumain de la commune, Sic, est emprunté au hongrois Szék mais les habitants appellent le village Szík. C'est donc le nom local qui a influencé l'appellation roumaine.
Deux hypothèses sont possibles quant à l'origine du nom : tout d'abord "szék" signifiant "siège" en hongrois, il est alors imaginable que le nom du village fasse référence au statut administratif important qu'il possédait auparavant. Cette hypothèse est appuyée par le fait que plusieurs sources du Moyen Âge indiquent le nom Szék Akna qui veut dire "Siège de la ville minière". D'autre part, le village pourrait aussi tirer son nom de sa situation géographique. On trouve en effet sur son territoire des marécages et des lacs pouvant s'assécher périodiquement. "Szék" ou "szik" en hongrois désigne également ce type de phénomène hydrologique.